# 弗雷伯格岩
弗雷伯格岩（英語：Freberg Rocks），是南極洲的岩石，位於南喬治亞群島，處於杜克洛斯角西北面3公里，由英國南極名稱諮詢委員會命名，由英國海外領土管轄。